# Conseil scolaire francophone de la Colombie-Britannique
Le Conseil scolaire francophone de la Colombie-Britannique (en anglais : Francophone Education Authority ou School District No 93) est la commission scolaire qui gère le réseau des établissements scolaires francophones de la province de la Colombie-Britannique. Contrairement aux autres commissions scolaires de la Colombie-Britannique, ce conseil scolaire ne couvre pas une zone géographique spécifique, mais coiffe les écoles fondées uniquement sur la langue française.

## Présentation

Drapeau franco-colombien.

Le Conseil scolaire francophone de la Colombie-Britannique permet d'assurer les droits constitutionnels à l'éducation en langue minoritaire comme l'indique l'article 23 de la Charte canadienne des droits et libertés qui est l'article de la Charte des droits de la Constitution du Canada qui garantit le droit à l'instruction dans la langue de la minorité.
Depuis sa création en 1995, le Conseil scolaire francophone de la Colombie-Britannique offre des programmes et des services éducatifs valorisant le plein épanouissement et la promotion culturelle des apprenantes et apprenants Franco-Colombiens de la province. Il est un partenaire actif dans le développement de la communauté francophone de la Colombie-Britannique, le Conseil compte aujourd'hui, dans son réseau, 78 communautés francophones de la province, comprenant plus de 4 500 élèves et 36 écoles, dont 23 écoles homogènes.
Le Conseil scolaire francophone de la Colombie-Britannique propose également une « école en ligne » sur Internet sous l'appellation d'École virtuelle.

## Établissements scolaires
| Écoles                                  | Localisation    | Niveaux |
| --------------------------------------- | --------------- | ------- |
| École Mer et montagne                   | Campbell River  | K-6     |
| Collège de Phoenix                      | Campbell River  | 7-9     |
| École secondaire Carihi                 | Campbell River  | 10-12   |
| École La Vérendrye                      | Chilliwack      | K-7     |
| École Au cœur de l'île                  | Comox/Courtenay | K-12    |
| École du Bois-Joli                      | Delta           | K-6     |
| École Collines d'or                     | Kamloops        | K-7     |
| École de l’Anse-au-sable                | Kelowna         | K-12    |
| École des Voyageurs                     | Langley         | K-7     |
| École des Deux-Rives                    | Mission         | K-7     |
| École Océane                            | Nanaimo         | K-7     |
| École secondaire du district de Nanaimo | Nanaimo         | 8-12    |
| École des Sentiers-Alpins               | Nelson          | K-4     |
| École André-Piolat                      | North Vancouver | K-12    |
| École de la Vallée de Pemberton         | Pemberton       | K-7     |
| École Entre Lacs                        | Penticton       | K-8     |
| École secondaire Penticton              | Penticton       | 9-12    |
| École des Grands Cèdres                 | Port Alberni    | K-6     |
| École des Pionniers                     | Port Coquitlam  | K-12    |
| École Côte du Soleil                    | Powell River    | K-9     |
| École secondaire Brooks                 | Powell River    | 9-12    |
| École Franco-Nord                       | Prince George   | K-7     |
| École secondaire Duchess Park           | Prince George   | 8-12    |
| École des Navigateurs                   | Richmond        | K-6     |
| École des Sept-Sommets                  | Rossland        | K-6     |
| École du Pacifique                      | Sechelt         | K-7     |
| École secondaire Chatelech              | Sechelt         | 8-12    |
| École Les Aiglons                       | Squamish        | K-7     |
| École Gabrielle-Roy                     | Surrey          | K-12    |
| École Jack Cook                         | Terrace         | K-7     |
| École Rose-des-Vents                    | Vancouver       | K-6     |
| École Anne-Hébert                       | Vancouver       | K-6     |
| École secondaire Jules-Verne            | Vancouver       | 7-12    |
| École Victor-Brodeur                    | Esquimalt       | K-12    |
| École La Passerelle                     | Whistler        | K-7     |